# 로그 (2007년 영화)
로그(Rogue)는 오스트레일리아에서 제작된 그렉 맥린 감독의 2007년 공포, 스릴러 영화이다. 마이클 바턴 등이 주연으로 출연하였고 맷 헌 등이 제작에 참여하였다.

## 출연

### 주연
- 마이클 바턴
- 라다 미첼

### 조연
- 샘 워싱턴
- 존 자럿
- 스테판 커리
- 미아 와시코브스카
- 로버트 테일러
- 헤더 밋첼
- 셀리아 아일랜드
- 데미안 리처드슨
- 제프 모렐

## 제작진
- 미술: 로버트 웹
- 배역: 베누스 카나니
- 배역: 마리 베뉴
- 배역: 안젤라 히섬

## 같이 보기
- 오스트레일리아 영화